# ЛОУ (футбольний клуб)
ЛОУ (фр. Lyon OU) — французький футбольний клуб з міста Ліон, заснований 1899 року. У 1950 році футбольна секція вийшла із складу спортивного університетського клубу ЛОУ, утворивши нову команду «Олімпік Ліон».

## Історія клубу
Спортивний клуб «Ліон» був заснований у 1896 році. Тоді об'єдналися спортивні клуби «Расінг Клуб де Вез» (фр. Racing club de Vaise) та «Регбі Клуб де Ліон» (фр. Rugby club de Lyon) і взяли собі нову, спільну назву — «Расінг». Однак саме футбольний клуб був заснований через 3 роки — у 1899 році. У 1908 році клуб «Расінг» був перейменований у ФК «Ліон», а у 1910 в «Ліонський університетський Олімпік» (ЛОУ).
Вперше у вищий французький дивізіон дивізіон ЛОУ вийшов у 1945 році, через рік вилетівши знову у Другий дивізіон. У цей період у спортивному клубі робили акцент не на футболі, а на регбі і регбійна команда ЛОУ була одним із лідерів у країні.
У травні 1950 року суперечки між футбольною і регбійною секцією призвели до конфлікту всередині спортивного клубу, в результаті якого футбольна команда вийшла із ЛОУ, утворивши самостійну футбольну команду «Олімпік Ліон».
Аматорська команда зберегла існування та грала на місцевому рівні до розформування 11 жовтня 2019 року.